# HD 1461 b
HD 1461 b es un planeta extrasolar que orbita la estrella de tipo G HD 1461, localizado aproximadamente a 76 años luz, en la constelación de Cetus. La masa mínima de este planeta es 8,1 veces la de la Tierra, su semieje mayor es de 0,063 UA y una excentricidad de 0,04. Se desconoce si este planeta es un gigante gaseoso, similar a Urano o Neptuno, o bien un planeta terrestre como COROT-7b. Fue descubierto el 14 de diciembre de 2009 con el Telescopio Keck, usando el método de la velocidad radial.